# Crook (Cumbria)
Crook è un villaggio e parrocchia civile dell'Inghilterra, appartenente alla contea della Cumbria.